# Xã Twin Brooks, Quận Grant, Nam Dakota
Xã Twin Brooks (tiếng Anh: Twin Brooks Township) là một xã thuộc quận Grant, tiểu bang Nam Dakota, Hoa Kỳ. Năm 2010, dân số của xã này là 80 người.